# Jabes Ribeiro
Jabes Sousa Ribeiro (Itabuna, 14 de março de 1952) é um político brasileiro. Foi prefeito de Ilhéus, município do estado brasileiro da  Bahia, durante várias ocasiões. Foi eleito prefeito em 2012 e decidiu não se candidatar a reeleição.

## Biografia
Participou da militância estudantil, tornando-se presidente do Centro Acadêmico João Mangabeira da Faculdade de Direito de Ilhéus, precursora da Universidade Estadual de Santa Cruz. Entre 1980 e 1982, foi secretário de Educação do município e, juntamente ao movimento denominado Panelaço, que reivindicava o fornecimento de água pela cidade, elegeu-se prefeito em 1982, pelo MDB.
Defendendo o processo municipalista de diferentes cidades da Bahia, sua força política o levou ao primeiro exercício da presidência da Associação dos Municípios da Região Cacaueira (Amurc), de 1984 a 1986 (voltaria ao cargo anos depois), ao Conselho Deliberativo da Comissão Executiva do Plano da Lavoura Cacaueira (Ceplac), no mesmo período, à diretoria da Confederação Brasileira dos Municípios – CBM – nos anos 1986 a 1988 e ao comando da Secretaria Estadual do Trabalho e Bem-Estar Social da Bahia, de 1989 a 1990.
No ano de 1990, quando o Brasil vivia o processo histórico da primeira eleição direta para presidente após a ditadura militar, Jabes lançou-se candidato a deputado federal pelo PSDB, elegendo-se o segundo mais bem votado da Bahia, ficando atrás apenas de Waldir Pires. No Congresso Nacional, foi vice-presidente da Comissão do Trabalho, Administração e Serviço Público da Câmara dos Deputados, entre 1991 e 1992; foi membro da Comissão de Agricultura e Política Rural da Câmara dos Deputados, entre 1991 e 1992 e das Frentes Parlamentares de Agricultura, entre 1991 e 1994; Turismo, no mesmo período e Nacionalista; da Frente Parlamentarista Nacional, entre 1991 e 1994.
Em 1996, foi eleito para seu segundo mandato de prefeito de Ilhéus, sendo reeleito em 2000, exercendo o mandato até 2004. Desse período, ocupou outros importantes cargos de projeção política. Foi vice-presidente da Associação Brasileira de Municípios Portuários, entre 1998 e 2000; presidente da Amurc (2º mandato de 2000 a 2002 e 3º mandato de 2002 a 2004) e eleito Membro da Academia de Letras de Ilhéus em 2003.
Após o governo de Ilhéus, foi nomeado assessor Especial do Governo do Estado da Bahia, entre 2005 e 2006. Ingressou no Partido Progressista, e exerce atualmente o cargo de secretário-geral do partido na Bahia. Disputou as eleições municipais de 2012 e foi eleito pelo PP.